# 메건 콜리슨
메건 콜리슨(Meghan Collison, 1988년 2월 2일 ~ )은 캐나다의 모델이다.